# Ligne Avignon - Carpentras
 (septembre 2024).
La ligne d'Avignon à Carpentras est une relation ferroviaire voyageurs entre Avignon et Carpentras dans le département de Vaucluse, dont la remise en service est effective. Les travaux d'infrastructure se sont déroulés de juin 2013 à mars 2015, pour une réouverture de la ligne le 25 avril 2015.

## Trajet
Cette relation emprunte les sections de ligne ou lignes suivantes :
- La section de Sorgues - Châteauneuf-du-Pape à Avignon de la ligne de Paris-Lyon à Marseille-Saint-Charles[2] (n° 830 000)[3] ouverte au service du fret et au service des voyageurs, à double voie électrifiée.

- La ligne de Sorgues - Châteauneuf-du-Pape à Carpentras[2] (n° 927 000)[3] ouverte au service du fret, à voie unique non électrifiée, dont la modernisation a débuté en 2013.

## Projet
La réouverture de la ligne de Sorgues - Châteauneuf-du-Pape à Carpentras au service des voyageurs est inscrite au projet État-Région 2007-2013. Elle concerne également la réouverture des gares de Carpentras, Monteux, Entraigues-sur-la-Sorgue. La suppression de 9 des 12 passages à niveau du trajet, et les diverses améliorations et mises aux normes de la ligne, sont évaluées à 79 millions d'euros.
La déclaration d'utilité publique est signée le 3 août 2012. La réouverture des gares d'Althen-des-Paluds, du Pontet, ainsi que la création d'un arrêt à l'université d'Avignon ont été abandonnés. Néanmoins, la gare du Pontet pourrait être rouverte dans le cadre du projet de tramway d'Avignon, dont l'un des terminus devrait y être implanté.
Le tracé sera parcourable à 120 km/h et bénéficiera d'un train toutes les 30 minutes en pointe et toutes les heures en heures creuses et en soirée, soit 19 allers-retours au total. Certains trains desserviront en parallèle la gare d'Avignon-TGV via la virgule d'Avignon, un tracé effectuant la liaison ferroviaire entre la gare 
Avignon-Centre et la gare TGV depuis fin 2013. Les estimations montrent un potentiel de 4000 voyageurs par jour.

Schéma des lignes autour d'Avignon et Carpentras, focus sur la ligne Avignon - Carpentras via Sorgues.

## Travaux
Les travaux de réaménagement des gares, notamment celle de Carpentras ont débuté en mars 2013.
Le 17 juin 2013, les travaux ont commencé par la remise en état des voies et de la gare de Monteux.